# Haibutsu kishaku
Haibutsu kishaku (廃 仏 毁 釈, Literalment: "abolir el budisme i destruir Shakyamuni) és un terme japonès que descriu un corrent existent durant la història del Japó que proclama l'expulsió del budisme del Japó. Més específicament, també indica a un moviment particular i esdeveniments històrics específics basats en aquesta ideologia que, durant la restauració Meiji, va provocar la destrucció de temples, imatges i textos budistes i va forçar el retorn a la vida secular als monjos budistes.